# Funkhaus am Raderberggürtel
Das Funkhaus am Raderberggürtel war ein Hochhaus im Kölner Stadtteil Marienburg und lag am Raderberggürtel (Hausnummer 50). In direkter Nachbarschaft befindet sich das Gebäude des Deutschlandfunks.

## Geschichte
Das Funkhaus Köln war seit den frühen 1980er Jahren Sitz der Deutschen Welle in Köln. 1974 begannen die Bauarbeiten an dem von der Planungsgruppe Stieldorf entworfenen neuen Funkhaus Am Raderberggürtel für die DW sowie den DLF, das Richtfest fand am 24. Mai 1977 statt. Die offizielle Einweihung erfolgte 1980. Anlässlich des 50. Jubiläums des Senders im Jahre 2003 zog die Deutsche Welle von Köln nach Bonn in den Schürmann-Bau im Bundesviertel um. Ein Grund war die Asbestbelastung in den Räumen des alten Funkhauses.
Im Juli 2013 wurde bekannt, dass das Funkhaus am Raderberggürtel abgerissen und bis 2019 auf dem Gelände eine neue Wohnanlage mit 500 Wohneinheiten gebaut werden sollte. Das Gebäude sollte gesprengt werden. Wegen der Mengen an Asbest hätte man das Gebäude zuvor umfangreich entkernen müssen. Die ursprünglich für das Frühjahr 2017 geplante Sprengung wurde im Herbst 2016 auf das Jahr 2018 verschoben.

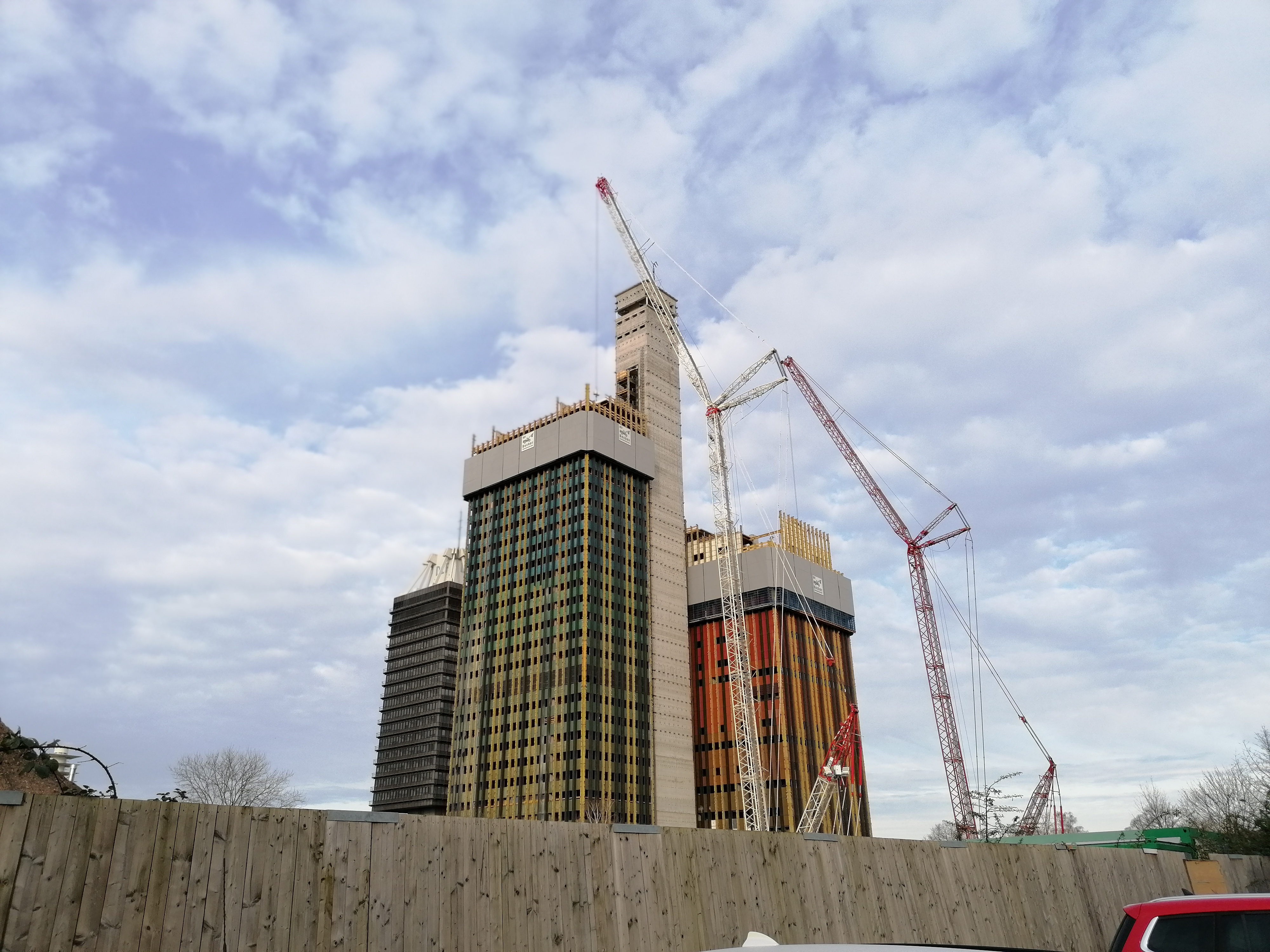
Die Abrissarbeiten am 15. Februar 2020

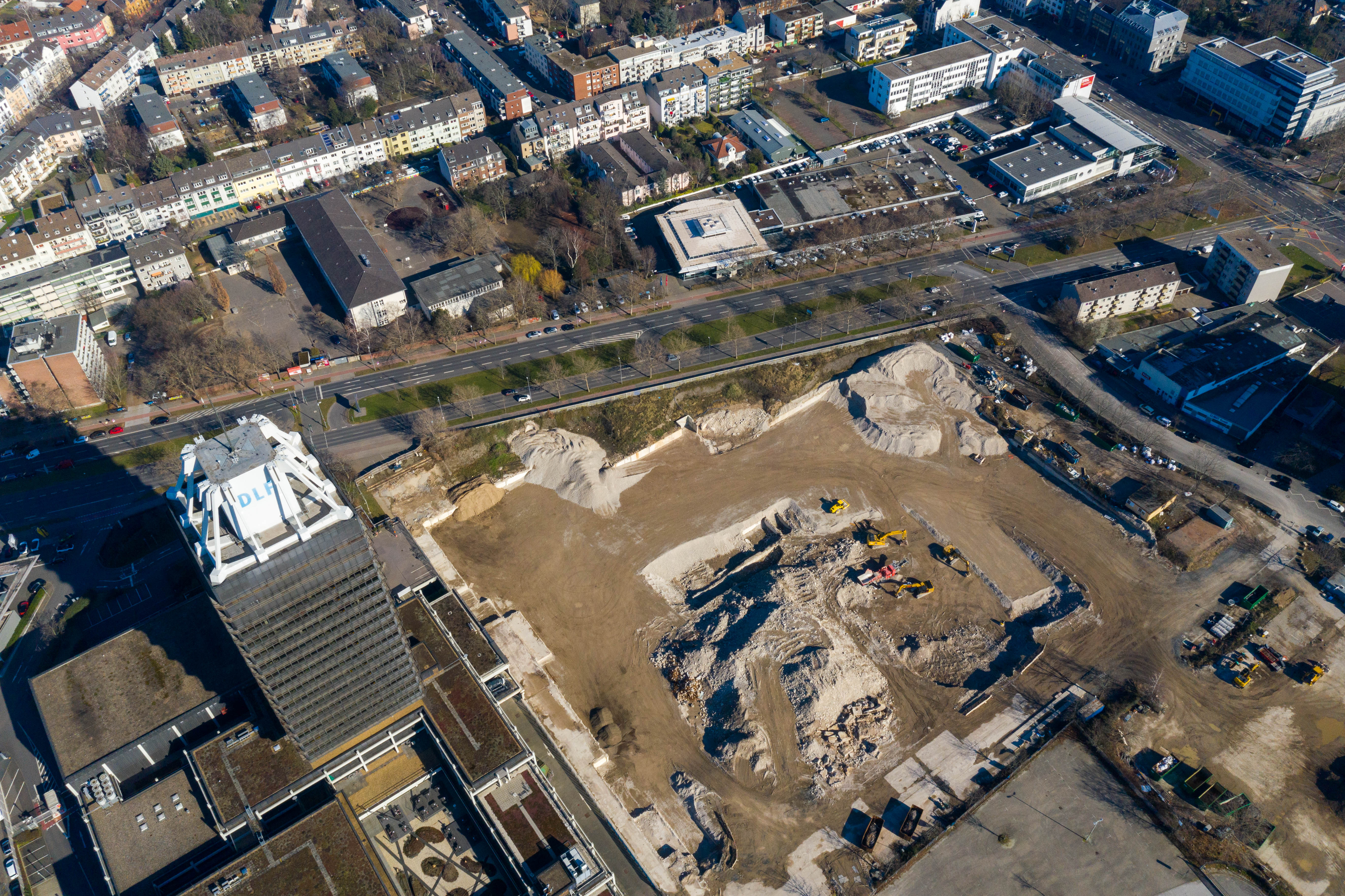
Luftaufnahme des Areals nach Abschluss der Abrissarbeiten, März 2021

Von einer (auch teilweisen) Sprengung wurde anschließend Abstand genommen. Stattdessen wurde ein konventionelles Rückbauprinzip „von oben nach unten“ angewendet. Die Arbeiten begannen 2019 mit Hilfe von Kränen und endeten Anfang 2021.
Bis zum Abriss war es das dritthöchste Gebäude in Köln.